# René de Ludre-Frolois
René, marquis de Ludre-Frolois est un officier et homme politique français né le 10 mai 1864 à Nancy (actuel département de Meurthe-et-Moselle) et décédé le 15 mai 1955 à Paris.

## Biographie
Membre de la  famille de Ludre, il est le fils d'Auguste louis de Ludre et de Valentine Le Godinec de Kerdaniel . D'abord officier de cavalerie, il s'engage ensuite en politique.
Maire de Longny-au-Perche et conseiller général, il est député de l'Orne de 1914 à 1931 et sénateur de ce même département de 1931 à 1940. Le 10 juillet 1940, il ne prend pas part aux votes des pleins pouvoirs au maréchal Pétain.
Marié en 1895 à Solange Bianchi, il est le père de deux filles : Claude (1899-1968) et Françoise (1902-1980)

## Sources
- « René de Ludre-Frolois », dans le Dictionnaire des parlementaires français (1889-1940), sous la direction de Jean Jolly, PUF, 1960 [détail de l’édition]